# Слоновья зубная паста

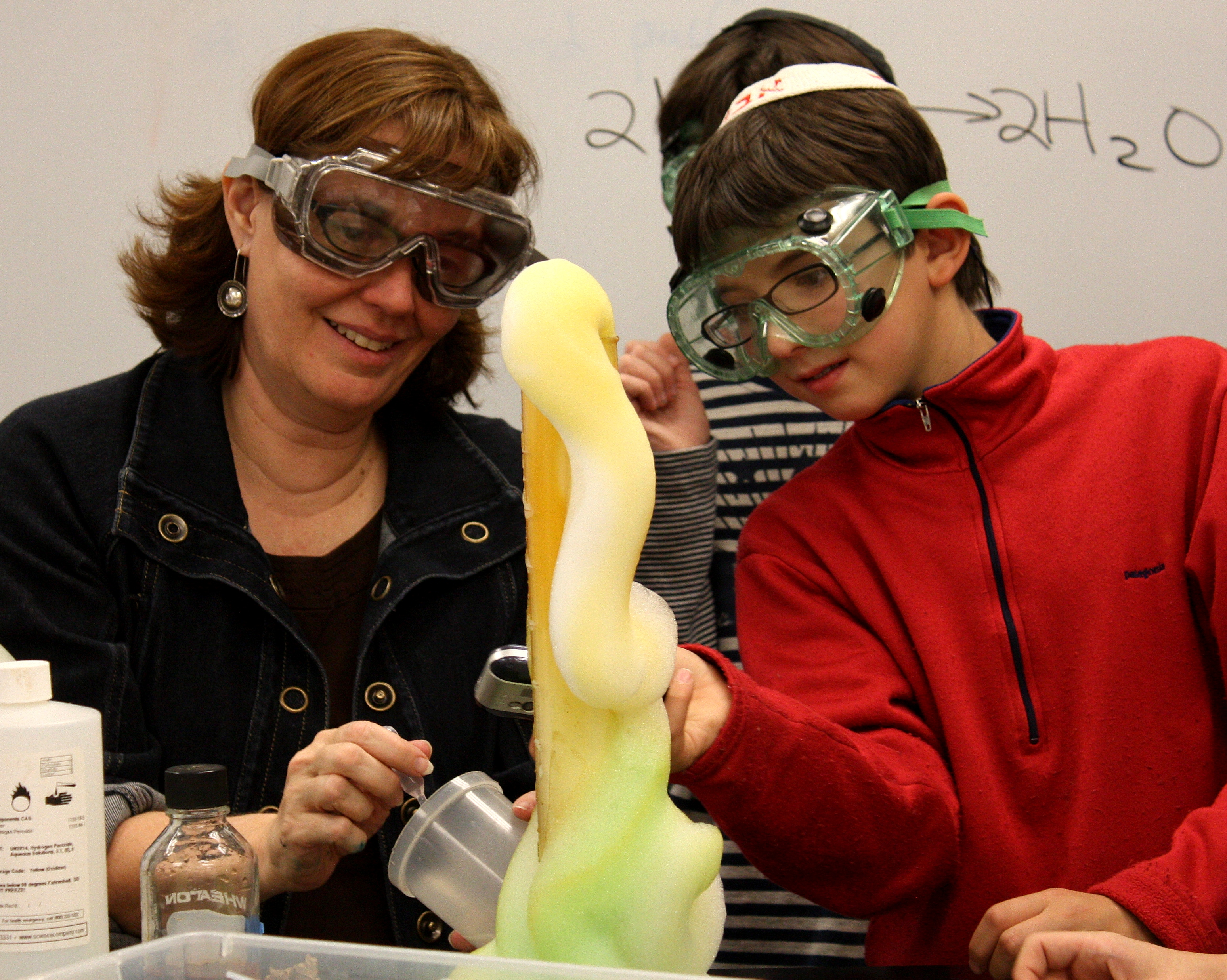

Слоновья зубная паста — опыт, демонстрирующий многократное увеличение объёма вещества в результате химической реакции. Он часто проводится в западных школах, так как для него требуется совсем немного легкодоступных реактивов, при этом в результате получается «вулкан пены». Другое название этого опыта — «зефирный эксперимент», однако он не имеет отношения к более известному одноимённому психологическому эксперименту.

## Описание эксперимента
Концентрированная (>30 %) перекись водорода смешивается с жидким мылом, после чего в неё добавляют катализатор — обычно йодид калия. Катализатор вызывает быстрое разложение перекиси на воду и кислород; последний, собираясь в пузырьки, резко увеличивает объём смеси, создавая в мыльном растворе пузырьки и пену. Это экзотермическая реакция, поэтому получающаяся пена имеет высокую температуру, а последующая проверка тлеющей лучинкой помогает зрителям убедиться, что выделяемый газ — кислород.
В обычных условиях перекись водорода сама по себе разлагается на воду и кислород, но делает это слишком медленно, чтобы данный процесс можно было заметить:
2H2O2 → 2H2O + O2↑
Иодид-ион становится катализатором реакции, меняя её ход следующим образом:
| H2O2  | + | I−  | → | H2O  | + | IO− |   |    |                      |
| H2O2  | + | IO− | → | H2O  | + | O2  | + | I− |                      |
|       |   |     |   |      |   |     |   |    |                      |
| 2H2O2 |   |     | → | 2H2O | + | O2↑ |   |    | ΔrH° = −196 кДж/моль |